# Olaine
Olaine är en kommunhuvudort i Lettland.   Den ligger i kommunen Olaine, i den centrala delen av landet, 21 km sydväst om huvudstaden Riga. Olaine ligger 13 meter över havet och antalet invånare är 12 584.
Terrängen runt Olaine är mycket platt. Runt Olaine är det ganska glesbefolkat, med 27 invånare per kvadratkilometer. Olaine är det största samhället i trakten. Omgivningarna runt Olaine är en mosaik av jordbruksmark och naturlig växtlighet.